# Îles Aurora
Pour les articles homonymes, voir Aurora.

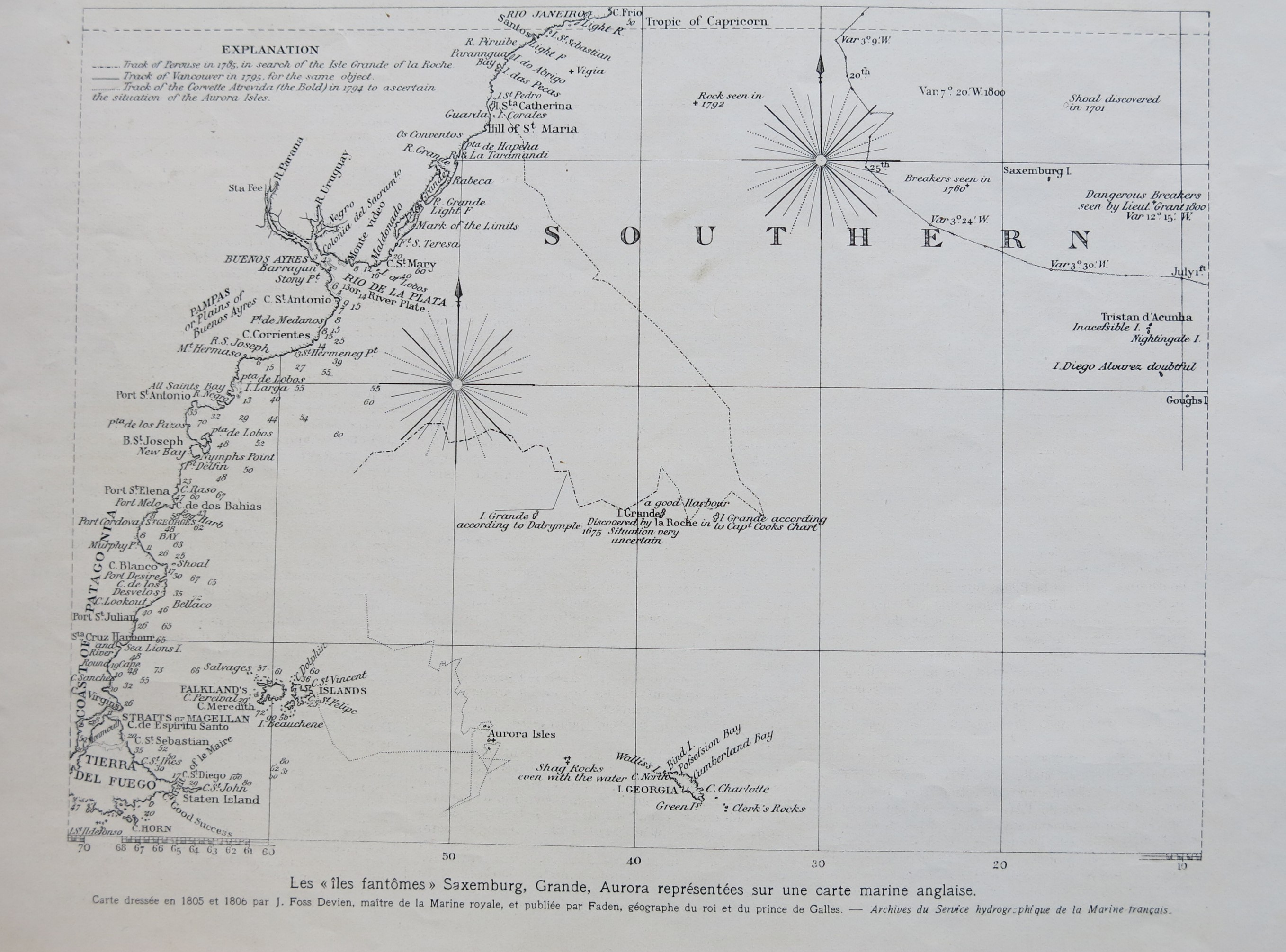
Carte de l'Atlantique sud avec des îles fantômes et notamment les îles Aurora vers le bas.

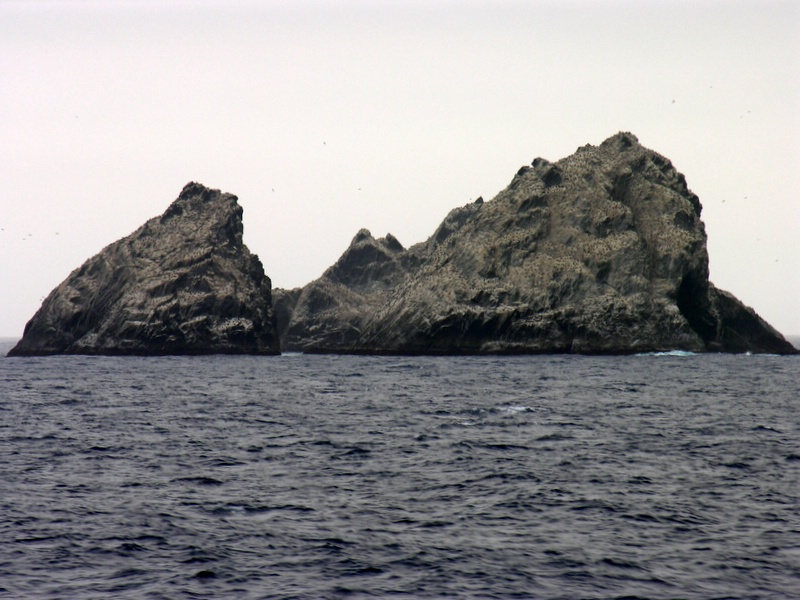
Les Shag Rocks en 2006, en Géorgie du Sud.

Les Îles Aurora seraient un groupe de trois îles, mentionnée pour la première fois en 1762 par les marins du bateau espagnol Aurora qui faisait voile de Lima à Cadix, puis à nouveau en 1794 par la corvette Atrevida, qui avait été envoyée à leur recherche. La situation rapportée était à l'est du cap Horn à peu près à mi-chemin des Îles Malouines et de la Géorgie du Sud.

## Historique
Ces îles ont été mentionnées pour la dernière fois en 1856 bien qu’elles aient figuré sur des cartes de l’Atlantique sud jusque dans les années 1870.
On ne sait pas exactement si les îles Aurora ont vraiment existé ou si elles étaient le fruit d'une illusion d'optique dans l’atmosphère océanique. Une autre thèse est que ces îles seraient en réalité les Shag Rocks en Géorgie du Sud et que le nom Islas Aurora aurait été utilisé en espagnol.

## Culture
Dans un chapitre du roman d'Edgar Allan Poe, Les Aventures d’Arthur Gordon Pym, Pym et ses coéquipiers échouent dans leur recherche de ces trois îles. Dans le roman, les positions précises des trois îles sont : 52° 37′ 24″ S, 47° 43′ 15″ O, 53° 02′ 40″ S, 47° 55′ 15″ O et 53° 15′ 22″ S, 47° 57′ 15″ O.
Les îles Aurora sont le thème d'un roman de Barbara Hodgson paru en 2001 : Hippolyte's Island (Terrae Incognitae), dans lequel elles sont redécouvertes par le héros.